# Джексон Поросо
Джексон Поросо (ісп. Jackson Porozo, нар. 4 серпня 2000) — еквадорський футболіст, захисник французького клубу «Труа» і національної збірної Еквадору. На умовах оренди грає за іспанський «Леганес».

## Клубна кар'єра
Народився 4 серпня 2000 року. Вихованець юнацьких команд футбольних клубів «Індепендьєнте дель Вальє» та «Манта». У дорослому футболі дебютував 2017 року виступами за команду клубу «Манта», в якій провів один сезон, взявши участь у 18 матчах чемпіонату.
У 2018 році їздив на перегляд у бразильські клуби, тренувався з клубом «Палмейрас», але в підсумку перейшов в бразильський «Сантус».

## Виступи за збірні
У складі юнацької збірної Еквадору до 17 років був учасником юнацького чемпіонату Південної Америки 2017 року в Чилі, зіграв на турнірі 8 ігор і забив 1 м'яч (у матчі проти Уругваю 25 лютого), зайнявши з командою шосте місце.
З 2019 року залучався до складу молодіжної збірної Еквадору до 20 років. У її складі брав участь у молодіжному чемпіонаті Південної Америки 2019 року, зігравши 9 ігор і допоміг своїй збірній вперше в історії виграти золоті медалі змагання, а також був включений в символічну збірну турніру. Цей результат дозволив команді кваліфікуватись на молодіжний чемпіонат світу 2019 року, куди поїхав і Поросо.

## Титули і досягнення
- Срібний призер Боліваріанських ігор: 2017
- Переможець молодіжного чемпіонату Південної Америки: 2019